# Rijsbes
De rijsbes (Vaccinium uliginosum) is een struik uit de heidefamilie (Ericaceae). De soortaanduiding uliginosum slaat op de groeiplaats en betekent "moerassig".

## Botanische beschrijving
De rijsbes is een kleine struik en draagt wittige tot roze bloemetjes in trosjes van twee tot drie stuks. De plant bloeit in mei en juni. De bessen lijken op die van de blauwe bosbes (Vaccinium myrtillus), maar zijn iets ovaler van vorm. De vruchten rijpen in de nazomer. Ze hebben een blauwe schil, maar wit vruchtvlees en kleurloos sap in tegenstelling tot de blauwe bosbes, die blauw vruchtvlees en paars sap heeft. De smaak is flauwzoet. De ovale loofblaadjes zijn blauwgroen van kleur.

## Verspreidingsgebied
De rijsbes groeit in bosvennen met vochtige, turfhoudende aarde op het noordelijk halfrond, in Europa, waar de soort ook voorkomt in Nederland en België. In Nederland komt de rijsbes onder andere voor in het Vragenderveen. In de bergen vindt men de plant tot op 3000 meter hoogte. De plant wordt gekweekt voor zijn bessen in Duitsland en in sommige Oost-Europese landen. De plant komt ook voor in de gebergten van Mongolië, Noord-China, Centraal-Japan en de Koerilen, de Sierra Nevada in Californië (Verenigde Staten), de Rocky Mountains in Utah (Verenigde Staten) en het Arctisch gebied.

## Gebruik
De rijsbes kan worden verwerkt tot gelei, jam en sap. De bessen worden in de volksgeneeskunde bij diarree en blaasontstekingen gebruikt. In het oosten van Siberië wordt de struik gebruikt voor het looien van leer en wordt uit de bessen een sterke brandewijn vervaardigd.

## Trivia
Bij het consumeren van grotere hoeveelheden rijsbessen kan een roesachtige toestand optreden, waardoor hoofdpijn, duizeligheid, misselijkheid en braken kunnen optreden. Vermoedelijk is de schimmel Sclerotina megalospora, die op de bessen parasiteert en gifstoffen produceert daarvoor verantwoordelijk.

## Ecologie
Rijsbes is waardplant van de dagvlinders veenluzernevlinder, poolparelmoervlinder, Freija's parelmoervlinder en de microvlinders Acleris sparsana en Phiaris schulziana.

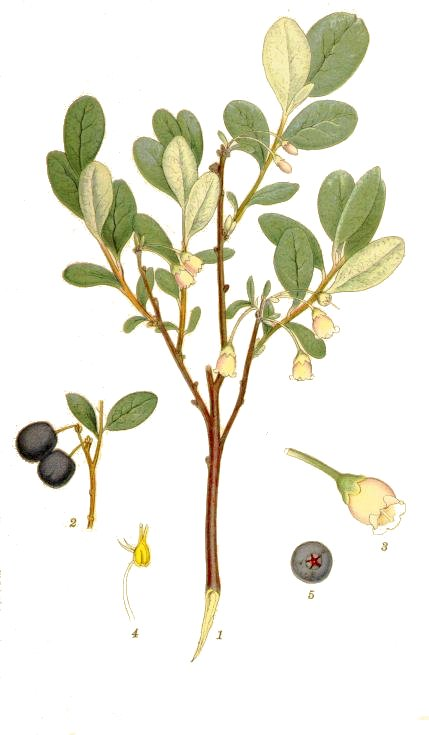

## Plantengemeenschap
De rijsbes is een kensoort voor de dophei-berkenbroek-associatie (Erico-Betuletum pubescentis).